# Ojinaga (città)
Ojinaga è un centro abitato del Messico, situato nello stato di Chihuahua e nella municipalità di Ojinaga.

## Storia
Il 10-11 gennaio 1914 qui si tenne l'omonima battaglia, grande vittoria per l'esercito ribelle della División del Norte guidato da Pancho Villa durante la Rivoluzione messicana. È in questa battaglia inoltre che si crede sia morto lo scrittore statunitense Ambrose Bierce, scomparso nel nulla in Messico nel gennaio del 1914.